# Persoonia fastigiata
Persoonia fastigiata (лат.) — кустарник, вид рода Персоония (Persoonia) семейства Протейные (Proteaceae), эндемик Австралии, встречается на северном плато Нового Южного Уэльса. Небольшой прямостоячий или раскидистый куст с линейными листьями и опушёнными цветками.

## Ботаническое описание
Persoonia fastigiata — прямостоячий или раскидистый кустарник высотой 0,5-1,5 м с гладкой корой и опушёнными молодыми ветвями. Листья в основном линейные, 15-40 мм в длину, 0,7-1 мм в ширину и в молодом возрасте опушены. Цветки расположены поодиночке или группами до пяти вдоль цветоноса длиной 1-10 мм, каждый цветок на опушённой цветоножке длиной 5-8 мм. Листочки околоцветника 9-10 мм в длину и умеренно опушены снаружи. Цветение в основном происходит с декабря по январь.

## Таксономия
Впервые вид был официально описан в 1830 году Робертом Брауном по образцам, собранным Чарльзом Фрезером у Порт-Джэксона, в Supplementum primum Prodromi florae Novae Hollandiae.

## Распространение и местообитание
Persoonia fastigiata — эндемик Нового Южного Уэльса (Австралия). Растёт в лесах на Северном плоскогорье между Глен-Иннесом, хребтом Мунби и прилегающими территориями к западу, на высотах от 800 до 1200 м.